# Stanley Cohen (biochimico)
Stanley Cohen (New York, 17 novembre 1922 – Nashville, 5 febbraio 2020) è stato un biochimico statunitense, vincitore del Premio Nobel per la medicina nel 1986.

## Biografia
Era noto per le sue ricerche sui fattori di crescita che gli fecero vincere il Premio Nobel per la medicina del 1986, insieme all'italiana Rita Levi-Montalcini e il Premio Wolf per la Medicina.